# 岐阜県立中津川工業高等学校
岐阜県立中津川工業高等学校（ぎふけんりつ なかつがわこうぎょうこうとうがっこう）は、岐阜県中津川市にある公立全日制工業高校。
学校内では本校のことを中工（ちゅうこう）と呼び、他校生や地元住民も中工と呼ぶことが多い。

## 学校概要
創立
1944年（昭和19年）
学科
- 機械科
- 電気科
- 建設工学科（2年生より、専門科目のみ建築コース専攻と土木コース専攻に分かれる）
- 電子機械科

所在地
岐阜県中津川市千旦林1521-3
校訓
誠実信頼

## 沿革
- 1944年（昭和19年）2月 - 岐阜県中津工業学校創立。
- 1948年（昭和23年）4月 - 岐阜県立中津工業高等学校と改称。
- 1948年（昭和23年）8月 - 岐阜県立中津高等学校に統合（中津高等学校工業科）、中津川市上金に移転。
- 1963年（昭和38年）1月 - 中津高校より独立、中津川工業高等学校として現在地に移転。土木科・建築科・機械科・電気科設置。
- 1987年（昭和62年）4月 - 土木科・建築科を廃し建設工学科・電子機械科設置。建設工学科・電子機械科、機械科、電気科の4学科体制となり、現在に至る。

## 特色

### 通学圏
専門学科のため県内全域から受験可能だが、学校は旧・東濃学区に所在する。
中津川市・恵那市周辺唯一の工業高校であり旧恵那郡を含む中津川市内および恵那市からの通学者が大半を占めるが、瑞浪・多治見方面や中央本線（中央西線）から外れた加茂郡東白川村  からも生徒が集まる。

### 制服・伝統
かつては、公立高校には珍しくカッターシャツ・鞄・ベルトに至るまで校章入りの学校独自のものが指定されていた（靴はキャンバス地の白色デッキシューズ、校章はなし）が、現在では詰襟の学生服（女子はブレザー）・スカイブルーの夏季カッターシャツ以外は、概ね自由となっている。

### 行事
毎年、9月初旬に、各科対抗形式（機械科：南軍（赤）・電気科：北軍（青）・建設工学科：東軍（黄）・電子機械科：西軍（白））で行われる体育祭が開かれる。
11月初旬には2日間にわたり「仰星祭」（ぎょうせいさい）と名づけられた文化祭が催される。近隣中学校の学校見学会を併催し、一般にも公開されている。その他には春に学年別の遠足、学年・科別の社会見学、2年生対象の修学旅行（沖縄）、職場体験（インターンシップ）等がある。

## 部活動
以前は、「生徒は何らかの部活動に必ず参加すること」とされていたが、2018年（平成30年）頃より、その制限はなくなり、部活動への加入は自由となった。

### 運動部系
- 陸上競技部
- バレーボール部
- 硬式野球部
- バスケットボール部
- 卓球部
- テニス部
- 柔道部
- 剣道部
- サッカー部
- 弓道部

### 文化部系
- 美術部
- 吹奏楽部
- 機械工学部
- 電子機械研究部
- 建設工学部
- 電気工学研究部

## ものづくりコンテスト
- 第3回（平成15年度）高校生ものつくりコンテスト全国大会 梁製作部門 第3位。
- 第6回（平成18年度）高校生ものつくりコンテスト全国大会 橋梁製作部門 第3位。
- 平成18年度：岐阜県ものづくりコンテスト（7部門中6部門参加）
  - 電気工事部門（電気科）優秀賞（東海大会へ）木材加工部門（建設工学科）最優秀賞（東海大会へ）橋梁模型部門（建設工学科）最優秀賞・優秀賞。
- 平成19年度：岐阜県ものづくりコンテスト（7部門中6部門参加）
  - 電気工事部門（電気科）最優秀賞（東海大会へ）木材加工部門（建設工学科）最優秀賞・優秀賞（東海大会へ）測量部門（建設工学科）最優秀賞（東海大会へ）。
- 電気工事部門 について
  - H19・20・21・23・24・25・26年度：計9名が県大会を1位または2位で通過し東海大会へ出場。
  - H23年度：東海大会 準優勝と4位。
  - H24年度：東海大会 初優勝（岐阜県としても初代表となる）同年度 全国大会初出場。
  - H25年度：東海大会 3位、4位。
  - H25年度：第8回若年者ものづくり競技大会にて第一位 厚生労働大臣賞受賞（全国大会で初優勝）。
  - H26年度：東海大会 優勝 全国大会へ。

## 著名な卒業者
- 笠木茂 - 画家

## アクセス
- 鉄道：JR中央本線 美乃坂本駅から徒歩で約15分。
- バス：北恵那交通バス：恵那線（坂本線）に乗車、「工業高校前」バス停下車、徒歩で約2分。